# Kaweco
A Kaweco - Federhalter-Fabrik Koch, Weber & Co foi um fabricante de canetas tinteiro e outros instrumentos de escrita de Heidelberg, Alemanha.

## História
A "Kaweco“ teve origem na "Heidelberger Federhalterfabrik" (fábrica de canetas tinteiro de Heidelberger), fundada em 1883. A partir desta empresa, os comerciantes Heinrich Koch e Rudolph Weber criaram, no final do século, a "Heidelberger Federhalter-Fabrik Koch, Weber & Co." que, mais tarde, viria a transformar Heidelberg no centro da indústria alemã de canetas tinteiro.
A produção pioneira na Alemanhã, começou com as canetas  das marcas Kaweco e Perkeo. A princípio adquiriam as penas da empresa Morton, dos EUA. 
Após a Primeira Guerra Mundial, a Kaweco começou a estabelecer, com sucesso, a sua própria produção de penas de ouro, de modo a tornar-se independente.

## Problemas e recuperações
A hiperinflação durante a República de Weimar fez com que a empresa, já transformada em sociedade anônima, atravessasse um período difícil. Uma tentativa de reestruturação em 1928 falhou, uma vez que a empresa não conseguiu injetar capital suficiente e, em 1929, foi apresentado um pedido de insolvência, apesar de terem muitas  encomendas  e a empresa empregar 200 colaboradores. Em agosto de 1929, a empresa foi comprada pela "Badischen Füllfederfabrik Worringen und Grube" de Wiesloch, cidade perto de Heidelberg. 
A Kaweco estabeleceu a fabricação através do processo de moldagem por injecção. No início da década de 1930, foram fabricadas as primeiras canetas de êmbolo, colocadas no mercado com as marcas Dia, Elite, Kadett, Carat e Sport. 
Na Alemanha, a Kaweco abastecia o comércio especializado, assim como o comércio atacadista e, através de representações no estrangeiro, diversos mercados de exportação. 
Durante a Segunda Guerra Mundial, foi possível manter apenas uma pequena parte da produção.
Em 1947, a produção foi retomada na sua totalidade. Em 1950, sob a direcção de Friedrich Grube e dos seus filhos, especialmente através da manutenção de contatos no estrangeiro, a empresa quase voltou a alcançar a posição em que se encontrava antes da guerra, com 230 colaboradores. 
Em 1960, Friedrich Grube morreu aos 63 anos. A sua viúva e os seus filhos mantiveram a empresa, no entanto, não conseguiram fazer frente ao declínio gradual. A gama de produtos foi novamente configurada com uma estrutura aerodinâmica, de acordo com os gostos vigentes na época. Assim sendo, as penas foram, em parte, ocultados. No segmento médio, o modelo Sport constituía a maior parte do volume de vendas. Em 1970, a empresa viu-se obrigada a suspender a sua produção.
Uma parte da família Grube conseguiu tomar posse dos nomes, das máquinas e das patentes e, juntamente com alguns colaboradores, retomou a produção. Para os Jogos Olímpicos de Munique de 1972, foi possível lançar o modelo Sport com uma moeda olímpica especial. O último desenvolvimento, o modelo Sport com suporte de recargas, foi utilizado para fins publicitários, entre outros, nos correios alemães. Em 1981, a Kaweco teve de fechar definitivamente.

## A nova Kaweco
Em 1995, a H & M Gutberlet GmbH adquiriu os direitos sobre o nome "Kaweco". Ao mesmo tempo, foi desenvolvida nova série de produtos "Sport", no estilo original dos anos 30 do século XX. A Diplomat conseguiu tornar-se o revendedor mundial da marca. No entanto, no final dos anos 90 do século passado, esta foi, por sua vez, vendida à empresa Herlitz. Desde então, a H&M Gutberlet GmbH mantém  estrutura própria de distribuição.
As séries "Kaweco Sport", "Kaweco Dia", "Kaweco Elite", "Kaweco Student", "Kaweco Liliput" foram introduzidas com sucesso nos mercados, juntando-se à longa tradição "Kaweco".